# Casino di Donna Olimpia

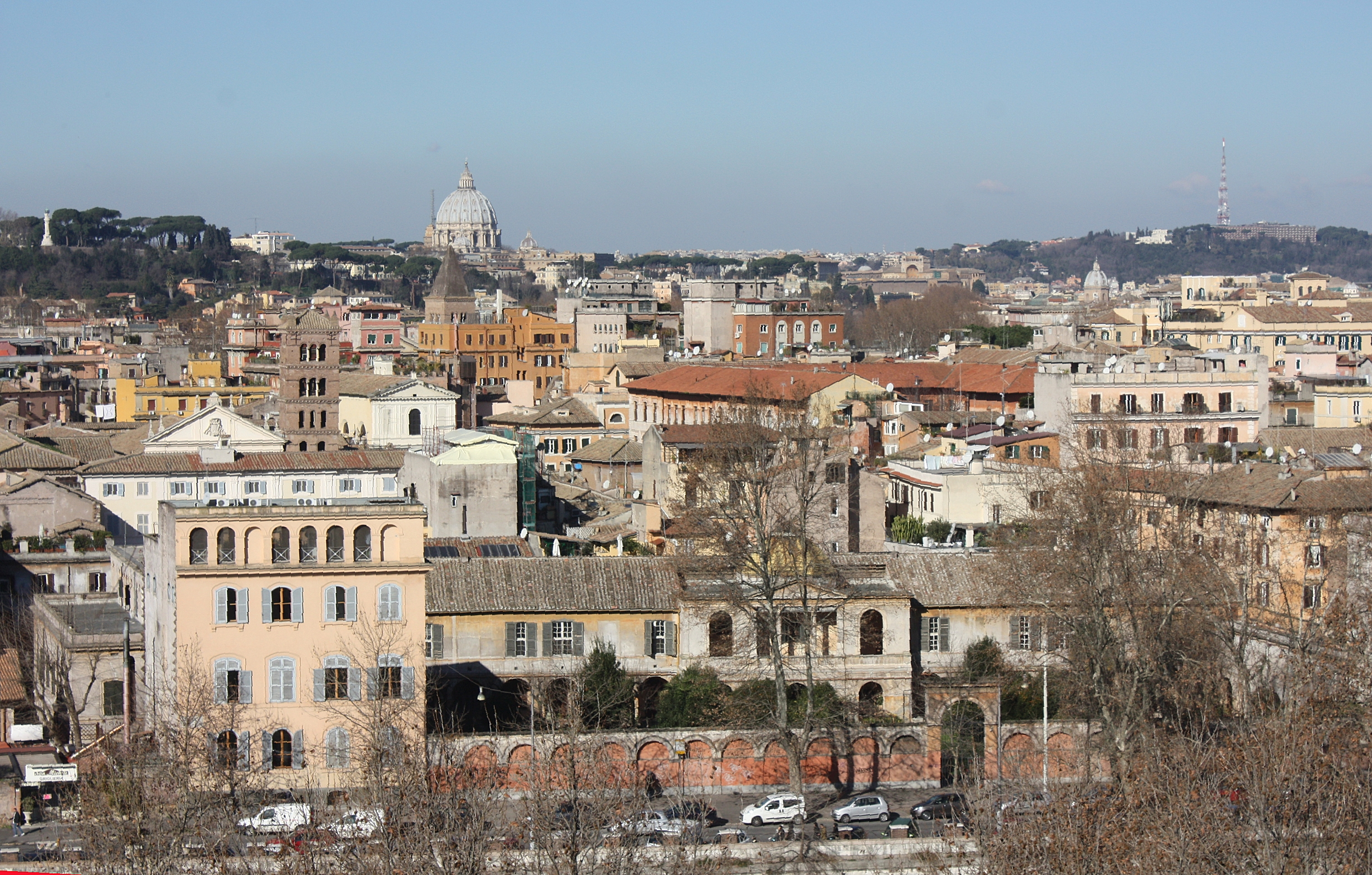
Vista do complexo a partir do Giardino degli Aranci, no alto do monte Aventino. O Casino ficava exatamente onde está o edifício moderno mais alto à esquerda na imagem, incluindo o espaço ocupado pela moderna avenida marginal do Tibre (Lungotevere Ripa). O jardim e o complexo estão à direita.

Casino di Donna Olimpia era um palacete localizado entre o Lungotevere Ripa, o Vicolo del Canale e a Via di Santa Maria in Cappella, no rione Trastevere de Roma. Ele era parte do Complesso di Santa Maria in Cappella, que hoje abriga a Casa di Reposo Santa Francesca Romana.

## História
Em 1391, a pequena igreja de Santa Maria in Cappella foi restaurada por Andreozzo Ponziani, o sogro de Santa Francesca Romana, que construiu no lugar um hospital conhecido como Ospedale del Santissimo Salvatore, que era atendido pela igreja. Depois da morte de Francesca, o complexo passou por herança aos monges do Monastero di Tor de' Specchi, que, em 1540, o cedeu à Confraternidade dos Tanoeiros (em italiano:  barilari), os fabricantes de barris e toneis, o que iniciou um gradual processo de decadência que só terminou em 1653, quando o papa Inocêncio X entregou o complexo aos cuidados de dona Olimpia Maidalchini, da família Pamphilj, cunhada do papa e que, suspeita-se, era sua amante; o povo de Roma a chamava dePimpaccia. A nobre, que era proprietária de um amplo terreno adjacente à pequena igreja, construiu ali um enorme jardim (com um pequeno palacete - casino - anexo), de frente para o rio Tibre. A propriedade permaneceu assim até a morte do filho de dona Olímpia, Camillo, em 1797, quando o local foi entregue ao Sodalizio dei Marinari de Ripa e Ripetta, que o restaurou.

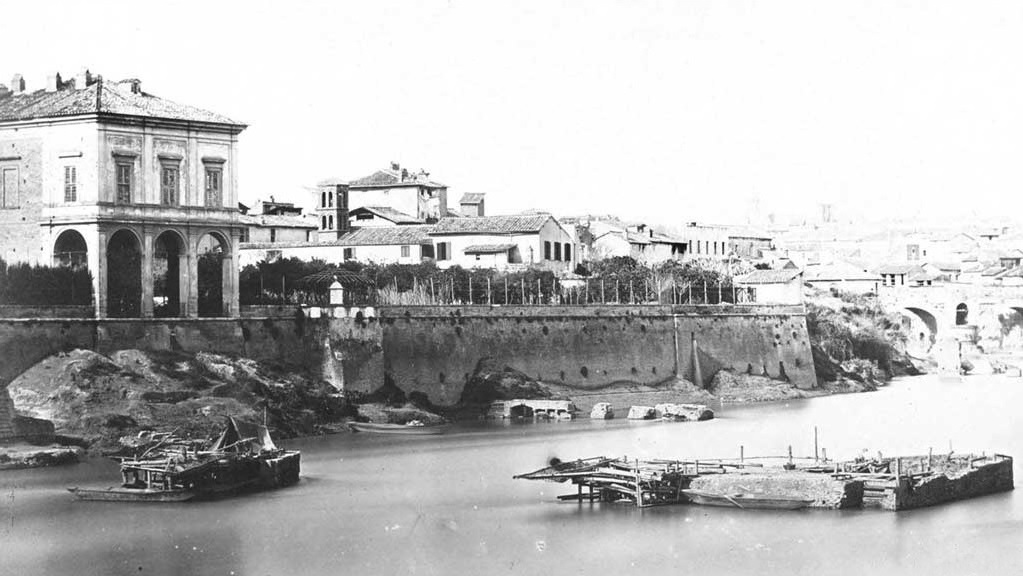
Vista do complexo antes da demolição na década de 1880. O Casino é claramente visível à esquerda. No local hoje passa o Lungotevere Ripa. Em primeiro plano, os restos da Pons Sublicius, dinamitados na mesma época para melhorar o fluxo do rio Tibre.

Em 1857, um parente da família Pamphilj, Filippo Andrea Doria, encomendou uma restauração da pequena igreja ao arquiteto da família, Andrea Busiri Vici, que retornou sua fachada ao seu aspecto medieval (atual). Nesta obra foi restaurado também o hospital, que foi destinado ao tratamento de doenças crônicas: "Morbis chronicis curandis xenodochium ab Auria Pamphiljanum" ("Hospital Doria Pamphilj para a cura das doenças crônicas"). À direita da pequena igreja está um diminuto campanário do primeiro período romanesco, entre o final do século XI e o início do XII.
O casino (uma pequena casa de campo) de dona Olímpia propriamente dito não era, para os padrões da época (década de 1650), tão pequeno e contava com vários pisos e aposentos a partir dos quais se podia desfrutar dos dias quentes de Roma na sobra de um belo jardim admirando uma paisagem. Relatos, fotografias e gravuras antigas permitem inferir que tratava-se de um edifício simples com um pórtico aberto em três arcos com uma ampla escadaria que levava ao piso nobre, onde estavam três ambientes ricamente mobiliados. No térreo havia uma entrada em arco de frente para um terraço de frente para o rio e, nas imediações, um "jardim secreto" escondido por paredes altas. Infelizmente a estrutura teve que ser demolida mais tarde para permitir as obras de contenção de enchentes do Tibre e a abertura do Lungotevere Ripa. Também foram demolidas as termas construídas por Camillo Pamphilj, conhecidas como Bagno di Donna Olimpia na mesma época.